# 白水湖交流道
白水湖交流道位於臺灣嘉義縣東石鄉白水湖，為臺灣台61線指標266公里處的交流道，於2004年1月19日通車，可前往東石鄉白水湖與布袋鎮過溝。
|  | 266 白水湖 |  | 過溝 白水湖 |

## 鄰近公路
- 台17線
- 縣道157號
- 嘉18線

## 外部連結
- 台61線白水湖交流道示意圖 （页面存档备份，存于）（交通部公路總局）